# Martin Wansleben

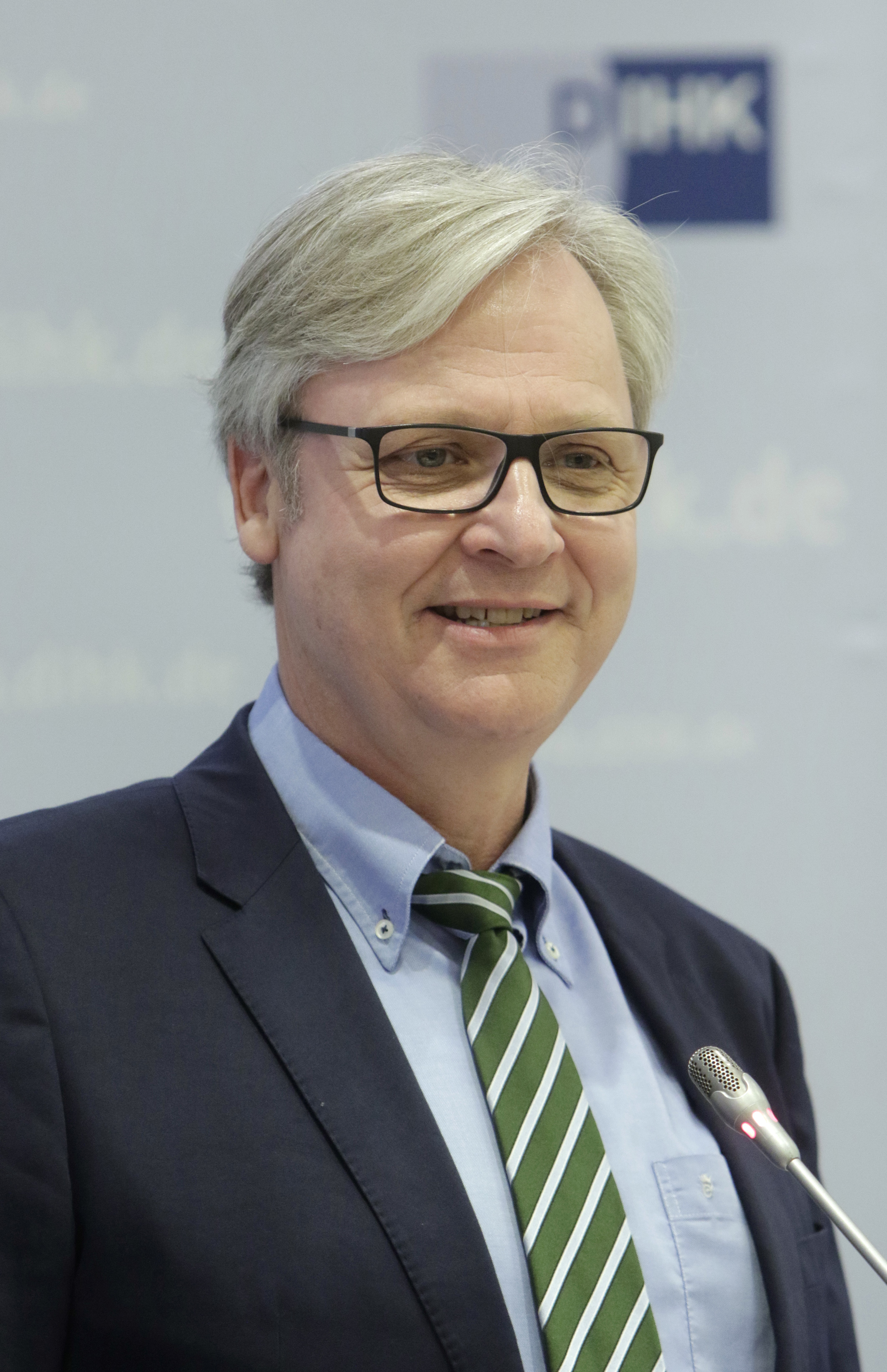
Martin Wansleben, 2017

Martin Wansleben (* 9. August 1958 in Köln) ist ein deutscher Verbandsfunktionär. Er war von 2001 bis 2024 Hauptgeschäftsführer der Deutschen Industrie- und Handelskammer (DIHK).

## Leben
Martin Wansleben studierte nach Schulbesuch in Köln von 1977 bis 1982 Volkswirtschaftslehre an den Universitäten Bonn und Köln. Nach seinem Studium bekleidete er verschiedene Funktionen beim Verband Deutscher Maschinen- und Anlagenbau e.V. (VDMA) in Frankfurt, zuletzt die des Hauptgeschäftsführers. Parallel hierzu erfolgte 1986 die Promotion an der Universität Tübingen zu dem Thema „Produktivitätsorientierte Lohnpolitik“, Abschluss Dr. rer. pol. Ab November 2001 war er Hauptgeschäftsführer des DIHK. Zum Jahresende 2024 trat er in den Ruhestand. Ihm folgte Helena Melnikov nach.
Wansleben ist römisch-katholisch, verheiratet und hat drei Kinder.